# David Ward
David Ward (3 de julio de 1922, Dumbarton, Escocia - 16 de julio de 1983, Dunedin, Nueva Zelandia) fue un bajo barítono escocés especializado en óperas de Wagner y Verdi y uno de los máximos exponentes de Wotan de su generación.
Estudió en el Royal College of Music y en 1952 debutó en la Opera de Sadler's Wells. Su debut en el Covent Garden fue en 1959 como Pogner en Los maestros cantores de Nuremberg de Wagner y en 1960 en el Festival de Bayreuth como Fasolt y Titurel bajo la dirección de Rudolf Kempe.
En esos años se perfeccionó con Hans Hotter para el papel de Wotan de El anillo del nibelungo que cantó con Georg Solti en Covent Garden en 1965 y en el Teatro Colón de Buenos Aires dirigido por Ferdinand Leitner junto a Birgit Nilsson y Gwyneth Jones en 1967. Papel que repitió en el primer Anillo de la Ópera Escocesa en esos años y luego en Chicago y San Francisco.
Hizo su debut en el Metropolitan Opera como Sarastro en La flauta mágica en 1964 y regresó en varias temporadas como el Holandés, el Gran Inquisidor, Hunding y en 1974 en el estreno metropolitano de El castillo de Barbazul de Bartok con Shirley Verrett. Su última aparición en ese teatro fue 1980 como Mr.Flint en Billy Budd de Britten, año en que se retiró.
En 1976 debutó en La Scala, en la Ópera de Hamburgo y en el Festival de Glyndebourne.
Se destacó especialmente como Boris Godunov, Barba Azul de Bartok, Morosus de La mujer silenciosa y El holandés errante.
En su discografía se destaca como Arkel en Pelléas et Mélisande dirigido por Pierre Boulez en 1970, como Hunding en La Valquiria dirigida por Erich Leinsdorf, Titurel en Parsifal en Bayreuth con Hans Knappertsbusch y El castillo de Barbazul con Evelyn Lear y Pierre Boulez de 1975, en inglés. También grabó el Réquiem de Verdi con Carlo Maria Giulini en 1963 para la BBC.
No está relacionado con el bajo estadounidense del mismo nombre.